# Скосирєв Сергій
Сергій Скосирєв (18 листопада 1958, Усть-Каменогорськ, Казахська РСР, СРСР) — радянський і латвійський хокеїст, нападник.

## Біографічні відомості
Вихованець усть-каменогорської хокейної школи. Виступав за клуби «Торпедо» (Усть-Каменогорськ), СКА МВО (Москва), СКА (Ленінград), «Динамо» (Рига), РВШСМ (Рига), «Гурник» (Катовіце, Польща). Срібний призер чемпіонату СРСР 1988 року. У складі ленінградських «армійців» і ризьких «динамівців» провів у вищій лізі 420 матчів (98 закинутих шайб і 60 результативних передач). Після розпаду Радянського Союзу став громадянином Латвії. У 90-х грав за місцеві хокейні команди «Латвіяс Зельц» і «Лідо-Нафта» (Рига).

## Досягнення
- Другий призер чемпіонату СРСР (1): 1988

## Статистика
Статистика виступів у вищій лізі чемпіонату СРСР:
| Сезон               | Клуб                | Ліга                | І   | Г  | П  | О   | ШХ  |
| ------------------- | ------------------- | ------------------- | --- | -- | -- | --- | --- |
| 1979-80             | СКА (Ленінград)     | СРСР                | 9   | 1  | 0  | 1   | 14  |
| 1980-81             | «Динамо» (Рига)     | СРСР                | 49  | 11 | 9  | 20  | 22  |
| 1981-82             | «Динамо» (Рига)     | СРСР                | 30  | 4  | 5  | 9   | 20  |
| 1982-83             | «Динамо» (Рига)     | СРСР                | 48  | 19 | 6  | 25  | 28  |
| 1983-84             | «Динамо» (Рига)     | СРСР                | 43  | 9  | 6  | 15  | 26  |
| 1984-85             | «Динамо» (Рига)     | СРСР                | 47  | 9  | 6  | 15  | 22  |
| 1985-86             | «Динамо» (Рига)     | СРСР                | 38  | 8  | 3  | 11  | 20  |
| 1986-87             | «Динамо» (Рига)     | СРСР                | 27  | 7  | 5  | 12  | 16  |
| 1987-88             | «Динамо» (Рига)     | СРСР                | 50  | 16 | 12 | 28  | 32  |
| 1988-89             | «Динамо» (Рига)     | СРСР                | 41  | 7  | 4  | 11  | 14  |
| 1989-90             | «Динамо» (Рига)     | СРСР                | 38  | 7  | 4  | 11  | 6   |
| Всього у вищій лізі | Всього у вищій лізі | Всього у вищій лізі | 420 | 98 | 60 | 158 | 220 |